# Heshel Frumkin
Heshel Frumkin (en hebreo: הֶשֶל פְרוּמְקִין‎); (1896 – 11 de abril de 1974) fue un economista y político israelí.

## Biografía
Nacido en Babruysk, Imperio ruso (actualmente Bielorrusia), Frumkin fue educado en un jéder y en una yeshivá, y fue miembro de Tzeiri Zion y HeHalutz durante su juventud. En 1920 hizo aliá a Eretz Israel, en ese entonces bajo dominio británico, donde estuvo entre los fundadores del sindicato Histadrut. Llegó a ser miembro del kibutz Degania Bet y trabajó en la construcción de carreteras.
Ayudó a establecer la Oficina de Obras Públicas, que luego fue Solel Bone, llegando a ser uno de sus administradores. En 1933 se convirtió en miembro del comité ejecutivo de la Histadrut y fue responsable de su departamento de economía. También se desempeñó como asesor económico de la dirección de Histadrut.
En 1949 fue elegido miembro de la primera Knesset en la lista del Mapai. Sin embargo, renunció a su escaño el 5 de febrero de 1951 y fue reemplazado por Jenia Tversky. En 1953 fundó la revista Economics Quarterly, y la editó hasta 1974, año en que falleció.
Publicó dos libros, Preparación económica en 1943 e Inmigración y desarrollo en el camino hacia el Estado en 1971.